# Christian Nordkap
Christian Nordkap (født 1963) er en dansk journalist, der gennem mange år har været ansat ved DR.
Sammen med kollegerne Lars Rugaard og Erik Valeur modtog han i 1995 Cavlingprisen for dækningen af 18. maj-urolighederne på Nørrebro to år tidligere samt dækningen af de stærkt kritiserede undersøgelser af forløbet.
Nordkap har både været reporter på TV Avisen og DR Update, ligesom han har lavet dokumentarprogrammer til radio og tv.
Han har tidligere været kæreste med Isabella Miehe-Renard.